# John Flanagan (athlétisme)
Cet article concerne l'athlète américain. Pour le footballeur anglais, voir Jon Flanagan. Pour les autres significations, voir John Flanagan.
John Jesus Flanagan (9 janvier 1873 - 4 juin 1938) était un athlète américain d'origine irlandaise.
Avec trois médailles d'or olympiques au lancer du marteau en 1900, 1904 et 1908, il demeure encore aujourd'hui l'athlète le plus titré de l'histoire de la discipline. Il a également remporté une médaille d'argent au lancer du poids (25,4 kg) en 1904. 

## Palmarès

### Jeux olympiques
- Jeux olympiques 1900 à Paris :
  -  Médaille d'or au lancer du marteau
- Jeux olympiques 1904 à Saint-Louis :
  -  Médaille d'or au lancer du marteau
  -  Médaille d'argent au lancer du marteau lourd (25,4 kg)

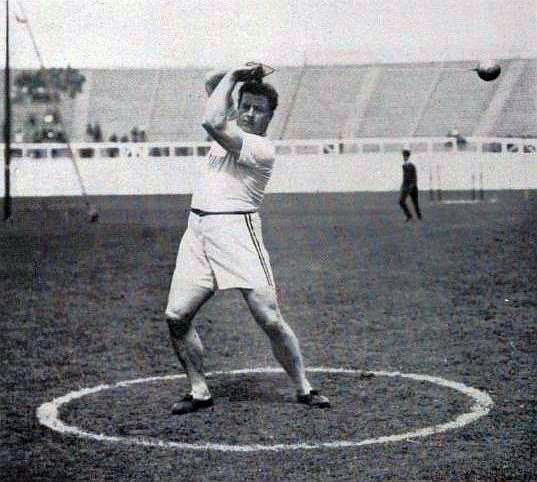
John Flanagan, victorieux du lancer du marteau aux Jeux olympiques de 1908.

- Jeux olympiques 1908 à Londres :
  -  Médaille d'or au lancer du marteau

## Anecdote
Son nom a été utilisé comme celui du héros du roman La grande course de Flanagan, qui raconte la traversée des États-Unis. Il ne semble pas s'inspirer de la vraie vie de l'athlète.